# Giovanni III d'Aragona Tagliavia

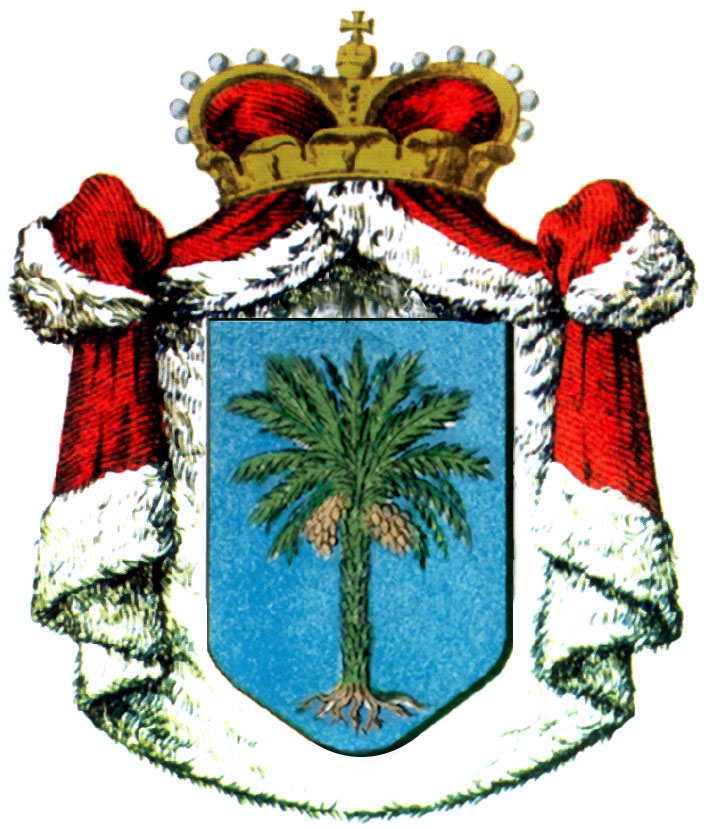
Stemma dei Tagliavia

Giovanni III d'Aragona Tagliavia (1585 – 18 gennaio 1624) è stato un nobile italiano, terzo duca di Terranova.

## Biografia
Era figlio di Carlo II d'Aragona Tagliavia, secondo duca di Terranova, e di Giovanna (o Giulia) Pignatelli.
Fu cavaliere dell'Ordine del Toson d'oro (1609).

## Discendenza
Giovanni sposò in prime nozze nel 1607 Zenobia Gonzaga, figlia di Ferrante II Gonzaga, terzo conte di Guastalla e di sua moglie, Vittoria Doria, figlia del celebre ammiraglio genovese Andrea Doria. Non ebbero figli. Alla morte di Zenobia, nel 1618, si risposò con Giovanna Mendoza, dama alla corte del re di Spagna. Anche da questo matrimonio non nacquero figli e gli succedette il fratello Diego.